# Captain America and The Avengers
Captain America and The Avengers es un videojuego arcade lanzado por Data East en 1991. Cuenta con los personajes de Marvel Comics Los Vengadores en una reyerta de desplazamiento lateral y la aventura disparando para derrotar al malvado Cráneo Rojo.

## Modo de juego
Los jugadores pueden elegir jugar como uno de los cuatro miembros de los Vengadores: Capitán América, Iron Man, Hawkeye y Visión. Cada personaje puede luchar mano a mano, lanzar objetos seleccionados de la tierra, y utilizar un ataque a distancia especial, ya sea un arma de proyectiles (escudo del Capitán América y las flechas de Ojo de Halcón) o un haz de energía (Iron Man y la Visión), conocido como el carácter de "Avenger Attack". Otros Vengadores, incluyendo la Avispa, Quicksilver, el Hombre Maravilla y Namor, que aparecen cuando power-ups especiales se recogen, permite esos personajes para ayudar temporalmente a los personajes de los jugadores.
Cráneo Rojo ha reunido a un ejército de supervillanos y otros secuaces en un complot para apoderarse del mundo. Además de luchar contra enemigos genéricos, los jugadores también se enfrentan a Klaw, Láser Viviente, Whirlwind, los Centinelas, Mago, Grim Reaper, Mandarín, Juggernaut, Ultron, y Calavera.
La mayoría de los niveles de juego cuentan con la lucha de desplazamiento lateral, con la libre circulación como en luchadores tradicionales de arcade. En ocasiones, los jugadores pueden volar con desplazamiento lateral y disparar en secuencias; Iron Man y Visión pueden hacerlo por cuenta propia, mientras que Capitán América y Ojo de Halcón utilizan máquinas voladoras.
La frase de inicio de cada episodio/escena es "Avengers Assemble".

## Versiones
El juego de arcade original fue vendido en dos formas. Una versión permitió que cuatro jugadores jueguen al mismo tiempo, con cada jugador controlando la posición de un carácter específico. Una versión alternativa contó con dos jugadores, de modo que los jugadores podrán elegir entre cualquiera de los cuatro personajes disponibles.

## Conversiones y comunicados relacionados
Data East originalmente lanzó una versión casera del juego para Mega Drive. El juego fue licenciado después por Mindscape, que lanzó sus propios puertos del juego de arcade para las Super NES, Game Boy y Game Gear. Las versiones publicadas por Mindscape fueron desarrolladas por Realtime Associates.
Data East también lanzó un juego para NES con el mismo título. La versión de NES es un juego de acción de desplazamiento lateral en plataformas. Los únicos personajes jugables en esta versión son el Capitán América y Ojo de Halcón, su misión es salvar a la Visión y al Hombre de Hierro del Mandarín, y luego derrotar a Cráneo Rojo.
La tercera y última versión de Captain America and The Avengers licencia por Data East fue Avengers in Galactic Storm en 1995, que era un videojuego arcade de lucha exclusivo que se convirtió con la primera característica de ayuda a los personajes.